# The Coverup
The Coverup es una película de crimen/thriller dirigida por Brian Jun y protagonizada por Gabriel Mann y Eliza Dushku.

## Trama
La historia se centra en la misteriosa muerte de Kevin Thacker y el descubrimiento de su cuerpo en un callejón detrás de Marshalltown, Iowa, después de que fuese arrestado por conducir bebido.

## Reparto
| Actor         | Personaje      |
| ------------- | -------------- |
| Gabriel Mann  | Stu Pepper     |
| Eliza Dushku  | Monica Wright  |
| John Savage   | Thomas Thacker |
| Michael Welch | Kevin Thacker  |